# Atrosetaphiale
Atrosetaphiale är ett släkte av svampar. Atrosetaphiale ingår i divisionen sporsäcksvampar och riket svampar.